# Az Elfen Lied fejezeteinek listája
Ez a lista az Elfen Lied című mangasorozatának fejezeteit sorolja fel.

## Kötetek
| Kötet | Cím | Cím | Megjelenési dátum                                      | Megjelenési dátum                                      |  |
| Kötet | Japán | Japán | Japán                                                  | Japán                                                  |  |
| ----- | --- | --- | ------------------------------------------------------ | ------------------------------------------------------ |  |
|       | | |                                                        |                                                        |  |
| 1     | - | - | 2002. október 18.                                      | 2002. október 18.                                      |  |
| 1     | Fejezetek - EL01: Jószei (妖精; Hepburn: Yōsei) - EL02: Njú (にゅう; Hepburn: Nyū) - EL03: SAT no otoko (SATの男; Hepburn: SAT no otoko) - EL04: Kioku no sósicu (記憶の消失; Hepburn: Kioku no shōshitsu) - EL05: Kóbó (攻防; Hepburn: Kōbō) - EL06: Hensin (変身; Hepburn: Henshin) - EL07: Szetten (接点; Hepburn: Setten) - SPECIAL: MOL | Fejezetek - EL01: Jószei (妖精; Hepburn: Yōsei) - EL02: Njú (にゅう; Hepburn: Nyū) - EL03: SAT no otoko (SATの男; Hepburn: SAT no otoko) - EL04: Kioku no sósicu (記憶の消失; Hepburn: Kioku no shōshitsu) - EL05: Kóbó (攻防; Hepburn: Kōbō) - EL06: Hensin (変身; Hepburn: Henshin) - EL07: Szetten (接点; Hepburn: Setten) - SPECIAL: MOL | Szereplő(k) a borítón - Nyū Oldalszám 206              | Szereplő(k) a borítón - Nyū Oldalszám 206              |  |
| 1     | ISBN: ISBN 4-08-876358-0 | |                                                        |                                                        |  |
|       | | |                                                        |                                                        |  |
| 2     | - | - | 2002. december 11.                                     | 2002. december 11.                                     |  |
| 2     | Fejezetek - EL08: Juka no omoidasi (ユカの思い出; Hepburn: Yuka no omoidashi) - EL09: Usinavareta kioku (失われた記憶; Hepburn: Ushinawareta kioku) - EL10: Tocuzen no hómonsa (突然の訪問者; Hepburn: Totsuzen no hōmonsha) - EL11: Hómon sódzso (訪問少女; Hepburn: Hōmon shōjo) - EL12: Sisa (使者; Hepburn: Shisha) - EL13: Ippacu (一発; Hepburn: Ippatsu) - EL14: Gekitó (激闘; Hepburn: Gekitō) - EL15: Kjúgun (救軍; Hepburn: Kyūgun) - EL16: Szosite sódzso va sinda (そして少女は死んだ; Hepburn: Soshite shōjo wa shinda) - EL17: Sindzsinrui no csicsi (新人類の父; Hepburn: Shinjinrui no chichi) - SPECIAL: Dedzsitoporiszu (デジトポリス; Hepburn: Dejitoporisu)       | Fejezetek - EL08: Juka no omoidasi (ユカの思い出; Hepburn: Yuka no omoidashi) - EL09: Usinavareta kioku (失われた記憶; Hepburn: Ushinawareta kioku) - EL10: Tocuzen no hómonsa (突然の訪問者; Hepburn: Totsuzen no hōmonsha) - EL11: Hómon sódzso (訪問少女; Hepburn: Hōmon shōjo) - EL12: Sisa (使者; Hepburn: Shisha) - EL13: Ippacu (一発; Hepburn: Ippatsu) - EL14: Gekitó (激闘; Hepburn: Gekitō) - EL15: Kjúgun (救軍; Hepburn: Kyūgun) - EL16: Szosite sódzso va sinda (そして少女は死んだ; Hepburn: Soshite shōjo wa shinda) - EL17: Sindzsinrui no csicsi (新人類の父; Hepburn: Shinjinrui no chichi) - SPECIAL: Dedzsitoporiszu (デジトポリス; Hepburn: Dejitoporisu)       | Szereplő(k) a borítón - Yuka Oldalszám 226             | Szereplő(k) a borítón - Yuka Oldalszám 226             |  |
| 2     | ISBN: ISBN 4-08-876379-3 | |                                                        |                                                        |  |
|       | | |                                                        |                                                        |  |
| 3     | - | - | 2003. február 19.                                      | 2003. február 19.                                      |  |
| 3     | Fejezetek - EL18: Sódzso no kako (少女の過去; Hepburn: Shōjo no kako) - EL19: Dókjonin (同居人; Hepburn: Dōkyonin) - EL20: Szaikai (再会; Hepburn: Saikai) - EL21: Siszon (子孫; Hepburn: Shison) - EL22: Hanei ka si ka (繁栄か死か; Hepburn: Hanei ka shi ka) - EL23: Kakutaku kjódzsu (角沢教授; Hepburn: Kakutaku kyōju) - EL24: Njú nankin (にゅう軟禁; Hepburn: Nyū nankin) - EL25: Mizo (溝; Hepburn: Mizo) - EL26: Rēbenszuborun (レーベンスボルン; Hepburn: Rēbensuborun) - EL27: Tokihanataresi mono (解き放たれし者; Hepburn: Tokihanatareshi mono) - SPECIAL: Memoria (メモリア; Hepburn: Memoria)                                                                        | Fejezetek - EL18: Sódzso no kako (少女の過去; Hepburn: Shōjo no kako) - EL19: Dókjonin (同居人; Hepburn: Dōkyonin) - EL20: Szaikai (再会; Hepburn: Saikai) - EL21: Siszon (子孫; Hepburn: Shison) - EL22: Hanei ka si ka (繁栄か死か; Hepburn: Hanei ka shi ka) - EL23: Kakutaku kjódzsu (角沢教授; Hepburn: Kakutaku kyōju) - EL24: Njú nankin (にゅう軟禁; Hepburn: Nyū nankin) - EL25: Mizo (溝; Hepburn: Mizo) - EL26: Rēbenszuborun (レーベンスボルン; Hepburn: Rēbensuborun) - EL27: Tokihanataresi mono (解き放たれし者; Hepburn: Tokihanatareshi mono) - SPECIAL: Memoria (メモリア; Hepburn: Memoria)                                                                        | Szereplő(k) a borítón - Mayu - Wanta Oldalszám 218     | Szereplő(k) a borítón - Mayu - Wanta Oldalszám 218     |  |
| 3     | ISBN: ISBN 4-08-876406-4 | |                                                        |                                                        |  |
|       | | |                                                        |                                                        |  |
| 4     | - | - | 2003. május 19.                                        | 2003. május 19.                                        |  |
| 4     | Fejezetek - EL28: Kaizó sudzsucu (改造手術; Hepburn: Kaizō shujutsu) - EL29: Cunagari (つながり; Hepburn: Tsunagari) - EL30: Muszubi me (結び目; Hepburn: Musubi me) - EL31: Hakkaku (発覚; Hepburn: Hakkaku) - EL32: Njú no kako (にゅうの過去; Hepburn: Nyū no kako) - EL33: Jakuszoku (約束; Hepburn: Yakusoku) - EL34: Szakebi (叫び; Hepburn: Sakebi) - EL35: lies - EL36: Szaszajaki (ささやき; Hepburn: Sasayaki) - EL37: Kanae (カナエ; Hepburn: Kanae) - EL38: Furassubakku (フラッシュバック; Hepburn: Furasshubakku) | Fejezetek - EL28: Kaizó sudzsucu (改造手術; Hepburn: Kaizō shujutsu) - EL29: Cunagari (つながり; Hepburn: Tsunagari) - EL30: Muszubi me (結び目; Hepburn: Musubi me) - EL31: Hakkaku (発覚; Hepburn: Hakkaku) - EL32: Njú no kako (にゅうの過去; Hepburn: Nyū no kako) - EL33: Jakuszoku (約束; Hepburn: Yakusoku) - EL34: Szakebi (叫び; Hepburn: Sakebi) - EL35: lies - EL36: Szaszajaki (ささやき; Hepburn: Sasayaki) - EL37: Kanae (カナエ; Hepburn: Kanae) - EL38: Furassubakku (フラッシュバック; Hepburn: Furasshubakku) | Szereplő(k) a borítón - Nana Oldalszám 218             | Szereplő(k) a borítón - Nana Oldalszám 218             |  |
| 4     | ISBN: ISBN 4-08-876446-3 | |                                                        |                                                        |  |
|       | | |                                                        |                                                        |  |
| 5     | - | - | 2003. augusztus 19.                                    | 2003. augusztus 19.                                    |  |
| 5     | Fejezetek - EL39: Sokei meirei (処刑命令; Hepburn: Shokei meirei) - EL40: Becuri (別離; Hepburn: Betsuri) - EL41: Tatakau rijú (戦う理由; Hepburn: Tatakau riyū) - EL42: Kjótó no kizasi (共闘の兆し; Hepburn: Kyōtō no kizashi) - EL43: Mite va ikenai mono (見てはいけないもの; Hepburn: Mite wa ikenai mono) - EL44: Omorasi (おもらし; Hepburn: Omorashi) - EL45: Gakurenbo (かくれんぼ; Hepburn: Gakurenbo) - EL46: Purodzsekuto (プロジェクト; Hepburn: Purojekuto) - EL47: Szessoku (接触; Hepburn: Sesshoku) - EL48: Panikku in Kaede-só (パニック・イン・楓荘; Hepburn: Panikku in Kaede-shō) - SPECIAL: Erufen Ríto (エルフェンリート; Hepburn: Erufen Rīto)                | Fejezetek - EL39: Sokei meirei (処刑命令; Hepburn: Shokei meirei) - EL40: Becuri (別離; Hepburn: Betsuri) - EL41: Tatakau rijú (戦う理由; Hepburn: Tatakau riyū) - EL42: Kjótó no kizasi (共闘の兆し; Hepburn: Kyōtō no kizashi) - EL43: Mite va ikenai mono (見てはいけないもの; Hepburn: Mite wa ikenai mono) - EL44: Omorasi (おもらし; Hepburn: Omorashi) - EL45: Gakurenbo (かくれんぼ; Hepburn: Gakurenbo) - EL46: Purodzsekuto (プロジェクト; Hepburn: Purojekuto) - EL47: Szessoku (接触; Hepburn: Sesshoku) - EL48: Panikku in Kaede-só (パニック・イン・楓荘; Hepburn: Panikku in Kaede-shō) - SPECIAL: Erufen Ríto (エルフェンリート; Hepburn: Erufen Rīto)                | Szereplő(k) a borítón - Nozomi Oldalszám 226           | Szereplő(k) a borítón - Nozomi Oldalszám 226           |  |
| 5     | ISBN: ISBN 4-08-876477-3 | |                                                        |                                                        |  |
|       | | |                                                        |                                                        |  |
| 6     | - | - | 2003. november 19.                                     | 2003. november 19.                                     |  |
| 6     | Fejezetek - EL49: Joszógai (予想外; Hepburn: Yosōgai) - EL50: Kanae ni (カナエ似; Hepburn: Kanae ni) - EL51: Namida (涙; Hepburn: Namida) - EL52: Kurama no muszume (蔵間の娘; Hepburn: Kurama no musume) - EL53: Sudan to szentaku (手段と選択; Hepburn: Shudan to sentaku) - EL54: Szadzsó no rókaku (砂上の楼閣; Hepburn: Sajō no rōkaku) - EL55: MARIKO - EL56: Sódzsó no aszobi (少女の遊び; Hepburn: Shōjō no asobi) - EL57: Futari no papa (二人のパパ; Hepburn: Futari no papa) - EL58: Hakua no kenkjúso (白亜の研究所; Hepburn: Hakua no kenkyūsho) - EL59: Dzsindai dzsikken (人体実験; Hepburn: Jindai jikken) - EL60: Dzsutai kokucsi (受胎告知; Hepburn: Jutai kokuchi) | Fejezetek - EL49: Joszógai (予想外; Hepburn: Yosōgai) - EL50: Kanae ni (カナエ似; Hepburn: Kanae ni) - EL51: Namida (涙; Hepburn: Namida) - EL52: Kurama no muszume (蔵間の娘; Hepburn: Kurama no musume) - EL53: Sudan to szentaku (手段と選択; Hepburn: Shudan to sentaku) - EL54: Szadzsó no rókaku (砂上の楼閣; Hepburn: Sajō no rōkaku) - EL55: MARIKO - EL56: Sódzsó no aszobi (少女の遊び; Hepburn: Shōjō no asobi) - EL57: Futari no papa (二人のパパ; Hepburn: Futari no papa) - EL58: Hakua no kenkjúso (白亜の研究所; Hepburn: Hakua no kenkyūsho) - EL59: Dzsindai dzsikken (人体実験; Hepburn: Jindai jikken) - EL60: Dzsutai kokucsi (受胎告知; Hepburn: Jutai kokuchi) | Szereplő(k) a borítón - Mariko Oldalszám 226           | Szereplő(k) a borítón - Mariko Oldalszám 226           |  |
| 6     | ISBN: ISBN 4-08-876513-3 | |                                                        |                                                        |  |
|       | | |                                                        |                                                        |  |
| 7     | - | - | 2004. március 19.                                      | 2004. március 19.                                      |  |
| 7     | Fejezetek - EL61: Kjúkjoku no szentaku (究極の選択; Hepburn: Kyūkyoku no sentaku) - EL62: Ensza (怨嗟; Hepburn: Ensa) - EL63: Varai (嗤い; Hepburn: Warai) - EL64: Szange (散華; Hepburn: Sange) - EL65: Tengoku no cucsú (天国の途中; Hepburn: Tengoku no tsuchū) - EL66: Dzsinrui no mecubó (人類の滅亡; Hepburn: Jinrui no metsubō) - EL67: Nokoszareta sudan (残された手段; Hepburn: Nokosareta shudan) - EL68: Sinzó mata va sikjú (心臓または子宮; Hepburn: Shinzō mata wa shikyū) - EL69: Kakuzecu (隔絶; Hepburn: Kakuzetsu) - EL70: Dancsó (断腸; Hepburn: Danchō) - EL71: Asita e no kibó (明日への希望; Hepburn: Ashita e no kibō)                                         | Fejezetek - EL61: Kjúkjoku no szentaku (究極の選択; Hepburn: Kyūkyoku no sentaku) - EL62: Ensza (怨嗟; Hepburn: Ensa) - EL63: Varai (嗤い; Hepburn: Warai) - EL64: Szange (散華; Hepburn: Sange) - EL65: Tengoku no cucsú (天国の途中; Hepburn: Tengoku no tsuchū) - EL66: Dzsinrui no mecubó (人類の滅亡; Hepburn: Jinrui no metsubō) - EL67: Nokoszareta sudan (残された手段; Hepburn: Nokosareta shudan) - EL68: Sinzó mata va sikjú (心臓または子宮; Hepburn: Shinzō mata wa shikyū) - EL69: Kakuzecu (隔絶; Hepburn: Kakuzetsu) - EL70: Dancsó (断腸; Hepburn: Danchō) - EL71: Asita e no kibó (明日への希望; Hepburn: Ashita e no kibō)                                         | Szereplő(k) a borítón - Shirakawa Oldalszám 218        | Szereplő(k) a borítón - Shirakawa Oldalszám 218        |  |
| 7     | ISBN: ISBN 4-08-876579-6 | |                                                        |                                                        |  |
|       | | |                                                        |                                                        |  |
| 8     | - | - | 2004. július 16.                                       | 2004. július 16.                                       |  |
| 8     | Fejezetek - EL72: Mirai (未来; Hepburn: Mirai) - EL73: Szagasimono va nandeszuka? (捜し物は何ですか？; Hepburn: Sagashimono wa nandesuka?) - EL74: Sinigami (死神; Hepburn: Shinigami) - EL75: Kemono kitarite (獣きたりて; Hepburn: Kemono kitarite) - SPECIAL 1: Móhitocu Siavaszena Mirai (もうひとつの幸せな未来; Hepburn: Mōhitotsu Shiawasena Mirai) - SPECIAL 2: Szake va nomu hó noma reru hó? (酒は呑むほう呑まれるほう?; Hepburn: Sake wa nomu hō noma reru hō?) | Fejezetek - EL72: Mirai (未来; Hepburn: Mirai) - EL73: Szagasimono va nandeszuka? (捜し物は何ですか？; Hepburn: Sagashimono wa nandesuka?) - EL74: Sinigami (死神; Hepburn: Shinigami) - EL75: Kemono kitarite (獣きたりて; Hepburn: Kemono kitarite) - SPECIAL 1: Móhitocu Siavaszena Mirai (もうひとつの幸せな未来; Hepburn: Mōhitotsu Shiawasena Mirai) - SPECIAL 2: Szake va nomu hó noma reru hó? (酒は呑むほう呑まれるほう?; Hepburn: Sake wa nomu hō noma reru hō?) | Szereplő(k) a borítón - Anna Kakuzawa Oldalszám 202    | Szereplő(k) a borítón - Anna Kakuzawa Oldalszám 202    |  |
| 8     | ISBN: ISBN 4-08-876638-5 | |                                                        |                                                        |  |
|       | | |                                                        |                                                        |  |
| 9     | - | - | 2004. október 19.                                      | 2004. október 19.                                      |  |
| 9     | Fejezetek - EL76: Kono hófuku va uke ire ga tasi (この報復は受け入れがたし; Hepburn: Kono hōfuku wa uke ire ga tashi) - EL77: Zecubó dake ga dzsinszei ka (絶望だけが人生か; Hepburn: Zetsubō dake ga jinsei ka) - EL78: Bói mīcu gāru (ボーイ・ミーツ・ガール; Hepburn: Bōi mītsu gāru) - EL79: Helpless - EL80: Boku no szakuhin (僕の作品; Hepburn: Boku no sakuhin) - EL81: Dentacu (伝達; Hepburn: Dentatsu) - EL82: Góhi (合否; Hepburn: Gōhi) | Fejezetek - EL76: Kono hófuku va uke ire ga tasi (この報復は受け入れがたし; Hepburn: Kono hōfuku wa uke ire ga tashi) - EL77: Zecubó dake ga dzsinszei ka (絶望だけが人生か; Hepburn: Zetsubō dake ga jinsei ka) - EL78: Bói mīcu gāru (ボーイ・ミーツ・ガール; Hepburn: Bōi mītsu gāru) - EL79: Helpless - EL80: Boku no szakuhin (僕の作品; Hepburn: Boku no sakuhin) - EL81: Dentacu (伝達; Hepburn: Dentatsu) - EL82: Góhi (合否; Hepburn: Gōhi) | Szereplő(k) a borítón - Bando Oldalszám 202            | Szereplő(k) a borítón - Bando Oldalszám 202            |  |
| 9     | ISBN: ISBN 4-08-876696-2 | |                                                        |                                                        |  |
|       | | |                                                        |                                                        |  |
| 10    | - | - | 2005. március 18.                                      | 2005. március 18.                                      |  |
| 10    | Fejezetek - EL83: Kioku (記憶; Hepburn: Kioku) - EL84: Kovareta tensi (こわれた天使; Hepburn: Kowareta tenshi) - EL85: FAMILY - EL86: Fudzsicu na Jozora (不実な夜空; Hepburn: Fujitsu na Yozora) - EL87: Tenohira (テノヒラ; Hepburn: Tenohira) | Fejezetek - EL83: Kioku (記憶; Hepburn: Kioku) - EL84: Kovareta tensi (こわれた天使; Hepburn: Kowareta tenshi) - EL85: FAMILY - EL86: Fudzsicu na Jozora (不実な夜空; Hepburn: Fujitsu na Yozora) - EL87: Tenohira (テノヒラ; Hepburn: Tenohira) | Szereplő(k) a borítón - Nana - Kurama Oldalszám 234    | Szereplő(k) a borítón - Nana - Kurama Oldalszám 234    |  |
| 10    | ISBN: ISBN 4-08-876764-0 | |                                                        |                                                        |  |
|       | | |                                                        |                                                        |  |
| 11    | - | - | 2005. augusztus 19.                                    | 2005. augusztus 19.                                    |  |
| 11    | Fejezetek - EL88: Kioku to dzsúszei (記憶と銃声; Hepburn: Kioku to jūsei) - EL89: Si to meiro (死と迷路; Hepburn: Shi to meiro) - EL90: Joszógai (予想外; Hepburn: Yosōgai) - EL91: Manuke (間抜け; Hepburn: Manuke) - EL92: Majoi to umi (迷いと海; Hepburn: Mayoi to umi) - EL93: Renraku fuszoku (連絡不足; Hepburn: Renraku fusoku) - EL94: Kenkjúsa va kataru (研究者は騙る; Hepburn: Kenkyūsha wa kataru) - EL95: Tasa no tame ni nagaszu namida (他者のために流す涙; Hepburn: Tasha no tame ni nagasu namida) - EL96: Szore zore no dzsigoku (それぞれの地獄; Hepburn: Sore zore no jigoku) - EL97: Nagai joru no joake (長い夜の夜明け; Hepburn: Nagai yoru no yoake)         | Fejezetek - EL88: Kioku to dzsúszei (記憶と銃声; Hepburn: Kioku to jūsei) - EL89: Si to meiro (死と迷路; Hepburn: Shi to meiro) - EL90: Joszógai (予想外; Hepburn: Yosōgai) - EL91: Manuke (間抜け; Hepburn: Manuke) - EL92: Majoi to umi (迷いと海; Hepburn: Mayoi to umi) - EL93: Renraku fuszoku (連絡不足; Hepburn: Renraku fusoku) - EL94: Kenkjúsa va kataru (研究者は騙る; Hepburn: Kenkyūsha wa kataru) - EL95: Tasa no tame ni nagaszu namida (他者のために流す涙; Hepburn: Tasha no tame ni nagasu namida) - EL96: Szore zore no dzsigoku (それぞれの地獄; Hepburn: Sore zore no jigoku) - EL97: Nagai joru no joake (長い夜の夜明け; Hepburn: Nagai yoru no yoake)         | Szereplő(k) a borítón - Arakawa - Ügynök Oldalszám 234 | Szereplő(k) a borítón - Arakawa - Ügynök Oldalszám 234 |  |
| 11    | ISBN: ISBN 4-08-876838-8 | |                                                        |                                                        |  |
|       | | |                                                        |                                                        |  |
| 12    | - | - | 2005. november 18.                                     | 2005. november 18.                                     |  |
| 12    | Fejezetek - EL98: Kako ni cunagaru umi (過去に繋がる海; Hepburn: Kako ni tsunagaru umi) - EL99: Omoide va koroszenai (想い出は殺せない; Hepburn: Omoide wa korosenai) - EL100: Negai hosi (願い星; Hepburn: Negai hoshi) - EL101: Szeimei no tomosibi (生命の灯; Hepburn: Seimei no tomoshibi) - EL102: Csúsin to súen (中心と周縁; Hepburn: Chūshin to shūen) - EL103: Jószei va utau (妖精は歌う; Hepburn: Yōsei wa utau) - EL104: Jume no ovari (夢の終わり; Hepburn: Yume no owari) - EL105: Dousite (どうして; Hepburn: Doushite) - EL106: Mosi icuka (もしいつか; Hepburn: Moshi itsuka) - EL107: Daidaien (大団円; Hepburn: Daidaien)                                          | Fejezetek - EL98: Kako ni cunagaru umi (過去に繋がる海; Hepburn: Kako ni tsunagaru umi) - EL99: Omoide va koroszenai (想い出は殺せない; Hepburn: Omoide wa korosenai) - EL100: Negai hosi (願い星; Hepburn: Negai hoshi) - EL101: Szeimei no tomosibi (生命の灯; Hepburn: Seimei no tomoshibi) - EL102: Csúsin to súen (中心と周縁; Hepburn: Chūshin to shūen) - EL103: Jószei va utau (妖精は歌う; Hepburn: Yōsei wa utau) - EL104: Jume no ovari (夢の終わり; Hepburn: Yume no owari) - EL105: Dousite (どうして; Hepburn: Doushite) - EL106: Mosi icuka (もしいつか; Hepburn: Moshi itsuka) - EL107: Daidaien (大団円; Hepburn: Daidaien)                                          | Szereplő(k) a borítón - Lucy - Kouta Oldalszám 210     | Szereplő(k) a borítón - Lucy - Kouta Oldalszám 210     |  |
| 12    | ISBN: ISBN 4-08-876884-1 | |                                                        |                                                        |  |